# Aramil'
Aramil' è una città della Russia siberiana estremo occidentale (Oblast' di Sverdlovsk), situata sul fiume Iset' 15 km a sudest del capoluogo Ekaterinburg. La città è il centro amministrativo del distretto urbano Aramil'skij, compreso nel Sysertskij rajon.
Fondata nel 1675 come sloboda nei pressi della confluenza del piccolo fiume omonimo nell'Iset', ottenne lo status di città nel 1966.

## Società

### Evoluzione demografica
Fonte: mojgorod.ru
- 1959: 11.500
- 1979: 13.400
- 1989: 13.600
- 2007: 14.800